# Тор-Бърнър
Тор-Бърнър е американска ракета-носител от ракетното семейство на Тор. Ракетата е излязла от употреба. Състои се от ракета Тор с една или две ускорителни степени Бърнър. Използва се в периода 1965-1976 г. за извеждане на спътници в орбита. Изстреляни са 24 ракети, от които два са провал.